# 農場鮮奶
22°25′22″N 114°06′04″E / 22.4228336°N 114.1012°E
農場鮮奶（英語：Farm Milk Company Limited）全称農場鮮奶有限公司，是一家香港乳业公司。

## 历史
在1982年，由當時英國人Mr. Gerald Clalk，於元朗石崗軍營自設牛場，開始養牛、賣奶、送奶等。門店設於新界元朗石崗錦田荃錦公路雷公田78號。
現時牛奶由內地的「農場鮮奶」牧場進口，而產品則有純正牛奶、低脂牛奶和純正新鮮牛奶，亦有其他奶類製品如薑汁撞奶、芒果燉奶、燉奶、熱鮮奶和鮮奶咖啡等，店內亦提供其他小食及熱食如如雪菜肉碎撈烏冬、餐肉蛋出前一丁、茶葉蛋等。